# Олег Антонов
Олег Константинович Антонов (на руски: Олѐг Константѝнович Анто̀нов, на украински: Олѐг Костянтѝнович Анто̀нов) е съветски авиоконструктор, доктор на науките и академик в Академията на науките на Украинската ССР от 1968 г. и академик в Академията на науките на СССР от 1981 г.
Отличен с медал „Герой на социалистическия труд“ през 1968 г. Член на КПСС, депутат във върховния съвет на СССР, носител на лауреат „Сталинска премия“ (1952 г.) и „Ленинска премия“ (1968 г.). Два пъти е награждаван с орден Ленин.
Роден е в село Троици в Подмосковието на 7 февруари 1906 г. Създава първия си планер през 1924 година, когато се обучава в Саратовския индустриален техникум. Първият аероплан не е много успешен, но през следващите 15 години той проектира редица летателни апарати, които чупят някои съветски и световни рекорди. През 1925 г. постъпва в Ленинградския политехнически институт където завършва през 1930 г. Работи като главен конструктор в много заводи и разработва над 30 вида планери. Прочува се като изключително талантлив инженер, особено в аеродинамиката. През Втората световна война е заместник главен конструктор на Яковлев, прочутия производител на изтребители.
Първият известен модел самолет създаден от Олег Антонов е Ан-2, който започва да се произвежда през 1946 г. Антонов постига изключителен успех с него, като са произведени над 18 000 броя. Той спечелва приятелството на Никита Хрушчов и обществено положение в СССР. През 1965 г. Антонов конструира Ан-22, който и до днес си остава най-големия турбовитлов самолет. През 1970-те години Антонов създава „малкия брат“ на Ан-225 – Ан-124. С разпереност на крилото 73 m и дължина 69 m той печели рекорда за най-голям самолет на света за това време.
Олег Антонов остава в историята, като един от най-талантливите и велики авиоконструктори. Създаденото от него Авиационен научно-технически комплекс Антонов проектира най-големия и мощен самолет в света – Ан-225.
Олег Константинович Антонов почива на 4 април 1984 г. в Киев на 78-годишна възраст.
- АН-2
- АН-124
- АН-74
- АН-225
- АН-70
- АН-72 с
- АН-140
- АН-148